# Sima Xin
En aquest nom xinès, el cognom és Sima.
Sima Xin (mort el 204 aEC) va ser un general militar de la Dinastia Qin de la història xinesa. Es va rendir a Xiang Yu després de la batalla de Julu en el 207 aEC. En 206 aEC, seguint el col·lapse de la Dinastia Qin, Xiang li va conferir el títol de "Rei de Sai" i li va atorgar una part de les terres a Guanzhong perquès les emprés com el seu feu que aquest últim en va dividir l'Imperi Qin en els Divuit Regnes.

## Biografia
En el 209 aEC, Chen Sheng i Wu Guang van començar l'Atabalat Aixecament dels Llogarets per enderrocar la Dinastia Qin. L'emperador, Qin Er Shi va posar Zhang Han al comandament de l'exèrcit imperial, amb Sima i Dong Yi servint com els seus segons, per sufocar els rebels.
En el 207 aEC, Zhang Han va atacar-hi a l'insurgent regne Zhao i assetjà les forces de Zhao a Julu. Xiang Yu del regne Chu va venir en l'ajuda de Zhao i en va derrotar-hi l'exèrcit Qin en la batalla de Julu, tot i tenir una força més petita. Zhang envià Sima a la ciutat capital, Xianyang, per demanar reforços. Això no obstant, l'eunuc Zhao Gao enredà a Qin Er Shi i l'emperador va refusar d'enviar ajuda. Sima n'escapà dels assassins de Zhao Gao al llarg del viatge de tornada i va informar a Zhang Han que el poder de l'estat de Qin havia caigut en mans de l'eunuc. Zhang reflexionà sobre la situació i es va adonar que tot i que ell havia derrotat els rebels, Zhao més tard l'inculparia per traïció i l'ajusticiaria. Per tant, es va retre a Xiang Yu.
Després de la caiguda de la Dinastia Qin en el 206 aEC, Xiang dividí l'antic Imperi Qin en els Divuit Regnes i concedí la terra de Guanzhong (cor de Qin) als tres generals rendits de Qin generals (col·lectivament coneguts com els Tres Qins). A Sima se li va donar una part de Guanzhong com a feu i va rebre el títol de "Rei de Sai". Més tard eixe any, Liu Bang (Rei de Han) n'atacà els Tres Qins i derrotà a Zhang Han. Sima i Dong Yi es van rendir a Liu.
En el 205 aEC, durant la Disputa Chu–Han, Liu Bang va ser derrotat per Xiang Yu a la batalla de Pengcheng, i Sima i Dong Yi van fer defecció cap al bàndol de Xiang. El següent any, Liu va atacar-hi Xiang a Chenggao. Liu va atraure Cao Jiu, el general defensor, a un empait i el va atacar. L'exèrcit de Chu va caure dins una emboscada al Riu Si River i en fou derrotat per les forces de Liu. Cao, Dong i Sima se suïcidarien.